# Валија (визиготски краљ)
Валија, визиготски краљ између 415. и 419. године. Наследио је престо пошто су Атаулфа и Сигериха исте године били убијени. 
Успоставио је мир са царем Хоноријем и прихватио споразум са Римским царством. Такође је вратио Галу Плацидију њеном брату, Хонорију. Као резултат свега овога, 417. године добио је дозволу да се насели са својим народом у Аквитанији као федерати. Успоставио је свој двор у Тулузу који ће остати престоница визиготске државе до краја 5. века.
Године 418. напада Хиспанију и потчињава Вандале, а Аланима смањује територију. Стигао је до севера Африке међутим, био је приморан да се врати у Галију.
Са њим нестаје директна наследна линија династије Балти коју је основао Аларих I. Наследио га је незаконити Аларихов син, Теодорик I.